# La Junta Gardens
La Junta Gardens – jednostka osadnicza w Stanach Zjednoczonych, w stanie Kolorado, w hrabstwie Otero.